# Peribatodes subflavaria
Peribatodes subflavaria är en fjärilsart som beskrevs av Milliére 1876. Peribatodes subflavaria ingår i släktet Peribatodes och familjen mätare. Inga underarter finns listade i Catalogue of Life.